# Seeing Double (album)
Seeing Double è il quarto e ultimo album in studio del gruppo pop britannico S Club, precedentemente chiamato S Club 7. Il disco è stato pubblicato il 25 novembre 2002.

## Tracce
1. Alive – 3:42 (Simon Ellis, Sheppard Solomon)
2. Whole Lotta Nothin' – 3:26 (Lars Jensen, Martin Larsson, Mick Lister)
3. Love Ain't Gonna Wait for You – 3:47 (Simon Ellis, Sheppard Solomon)
4. Bittersweet – 3:39 (Ben Chapman, Lucie Silvas)
5. Straight from the Heart – 3:43 (Henry Binns, Yoyo Olugbo, Tina Barrett, Jon Lee, Bradley McIntosh, Jo O'Meara, Hannah Spearritt, Rachel Stevens)
6. Gangsta Love – 3:20 (Ray Hedges, Nigel Butler, Tracy Ackerman)
7. Who Do You Think You Are? – 3:38 (Cathy Dennis, Jonny Lisners)
8. Do It Til We Drop – 3:43 (Cathy Dennis, Jonny Lisners)
9. Hey Kitty Kitty – 3:56 (Stephen Lee, Wayne Wilkins, Avril Mackintosh)
10. Dance – 3:24 (Simon Ellis, Sheppard Solomon)
11. Secret Love – 3:47 (Thomas Nichols, Tim Laws, Tina Barrett)
12. The Greatest – 3:47 (Stephen Kipner, David Frank, Nathan Butler)
13. In Too Deep – 3:00 (Jon Lee, Ray Hedges, Nathan Butler, Tracy Ackerman)
14. Let Me Sleep – 3:25 (Michael Rose, Nick Foster, Kim Fuller)

## Classifiche
| Classifiche (2002) | Posizione massima |
| ------------------ | ----------------- |
| Irlanda            | 70                |
| Regno Unito        | 17                |